# Неаполітанська затока
Неаполітанська затока  (італ. Golfo di Napoli; неап. Gurfo 'e Napule; лат. Crater) — частина Тірренського моря, розташована на західному березі Італії, відома красою навколишньої місцевості, багата тваринним світом.

## Короткий опис
Від мису Мізено на заході до мису Кампанелла на сході 30 км завширшки. Береги густо населені. Біля західної околиці — великі острови Іскія та Прочида, біля східної — Капрі.
Навколо Неаполітанської затоки з північного заходу на південний схід розташовані:
- руїни античного римського міста Баїя,
- місто Поццуолі з його Флегрейськими полями,
- місто Неаполь,
- вулкан Везувій
- руїни стародавніх міст Помпеї та Геркуланум,
- місто Торре-дель-Греко
- місто Кастелламмаре-ді-Стабія.

На південному сході затоки розташований півострів Сорренто.
На береах цього заливу в районі Cape Posillipo  розташована Римська вілла, знаменита своєю базилікою (79 рік н.е.) з уранового скла

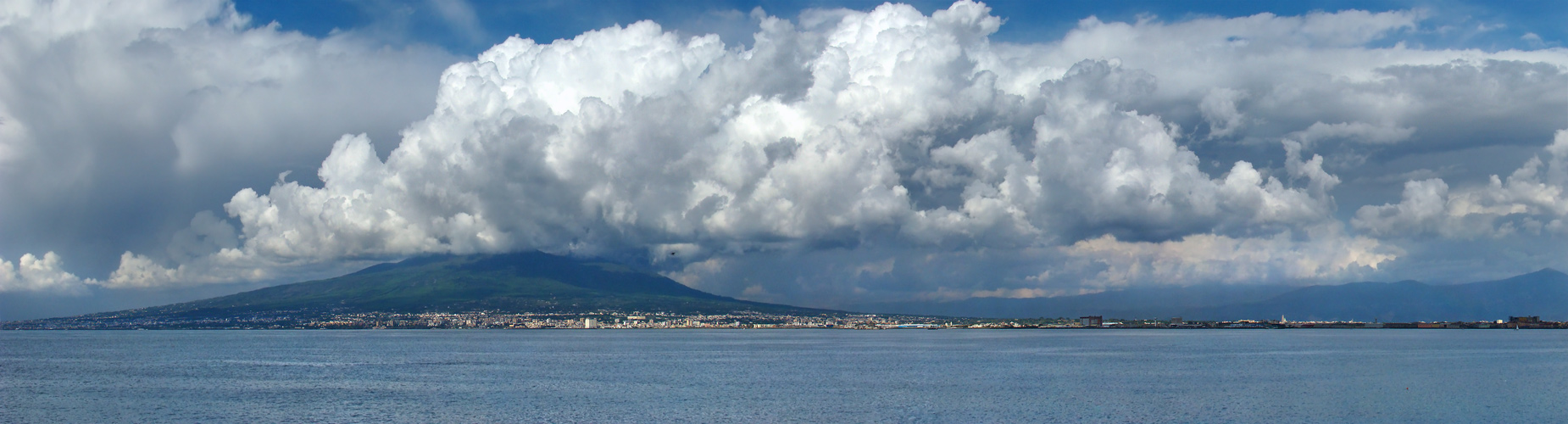
Вид на затоку з міста Кастелламмаре-ді-Стабія.

Вид на затоку із замку Сант-Ельмо, Неаполь. Ліворуч на узбережжі вулкан Везувій